# Getahovit
Getahovit är en ort i Armenien.   Den ligger i provinsen Tavusj, i den norra delen av landet, 100 kilometer nordost om huvudstaden Jerevan. Getahovit ligger 732 meter över havet och antalet invånare är 2 005.
Terrängen runt Getahovit är bergig norrut, men söderut är den kuperad. Getahovit ligger nere i en dal som går i nord-sydlig riktning. Närmaste större samhälle är Idzjevan, 2,2 kilometer söder om Getahovit. 
Omgivningarna runt Getahovit är en mosaik av jordbruksmark och naturlig växtlighet. Runt Getahovit är det ganska tätbefolkat, med 58 invånare per kvadratkilometer.